# Mas de Mingue
Le Mas De Mingue est une des cités (grand ensemble) de Nîmes. Elle est située dans la ville de Nîmes, dans le Gard en région Occitanie. Elle a été construite dans les années 1960 et compte près de 3 200 habitants en 2018.
Le quartier fait partie des six quartiers prioritaires de la ville, avec notamment Pissevin-Valdegour et Chemin-Bas d'Avignon. Il est ainsi inscrit dans le plan de rénovation urbaine, d’aménagement urbain et dans le projet ANRU.
La cité est incluse dans la zone de sécurité prioritaire de Nîmes.